# カンボージャ
カンボージャ（サンスクリット: कम्बोज Kamboja）は、古代の西北インド一帯にいた部族、または国家。
仏典の一部（『長阿含経』中の「闍尼沙経」やアングッタラ・ニカーヤ）においてカンボージャは十六大国のひとつとされる。
カンボージャの位置は正確にはわからないが、ガンダーラと併称されており、おそらくインダス川の西北方にあったと考えられる。インドの諸文献ではカンボージャ人を粗暴野卑とする。
『マハーバーラタ』ではラージャプラ (Rajapura (Kamboja)) をカンボージャ人の都市としてあげる。『大唐西域記』の「遏羅闍補羅国」はラージャプラの音写であり、現在のRajaori（ジャンムー・カシミール州ラージャウリー）にあたる。
アショーカ王碑文では北西辺境の民族名としてカンボージャとヨーナの名が記されている。ヨーナはギリシア人のことであり、カンボージャはイラン系民族を指したと考えられる。カンビュセスの名もカンボージャと関連するという説がある。カーブル川左岸の民、あるいはアラム語（アケメネス朝の行政言語であった）で書かれたアショーカ王碑文が対象とした人々と考えられている。